# Csabai László
Csabai László (Nyíregyháza, 1969. március 28. –) magyar író.

## Életpálya
A nyíregyházai Kossuth Lajos gimnázium diákja volt, majd a Nyíregyházi Főiskola elvégzése után német szakos tanárként helyezkedett el. A Lippai János Mezőgazdasági Szakképző Iskola nyelvtanár- és könyvtárosaként dolgozik. Jelenleg is Nyíregyházán él feleségével és két gyermekével.
Írásai számos folyóiratban megjelentek. A legyőzött című elbeszélésének adaptációját Reviczky Gábor főszereplésével a Magyar Rádió mutatta be. Első elbeszélés-kötete 2006-ban jelent meg, majd folytatásos Szindbád-regényekkel jelentkezett a Magvető kiadásában.

## Művei
- A Hiéna reggelije (elbeszélések, 2006)
- Szindbád, a detektív (Magvető, 2010)
- Szindbád Szibériában (Magvető, 2013)
- Száraz évszak. Páros novellák; Magvető, Budapest, 2014
- Szindbád, a forradalmár. Nyolc év Misáéknál. Regény; Magvető, Budapest, 2017
- A legyőzött (hangjáték)
- A vidék lelke. Hármas történetek; Magvető, Budapest, 2019
- Inspektor Szindbád; Magvető, Budapest, 2021
- Sherlock Holmes Budapesten. Regény & rejtvény; Corvina, Budapest, 2021
- Rákosival az ágyban. Különös történetek a múltról és a közelmúltról; Magvető, Budapest, 2022

## Díjak, elismerések
- A Vörös Postakocsi Díja (2010)
- Békés Pál-díj (2014)
- NKA alkotói ösztöndíj (2014)
- Artisjus Irodalmi Díj (2018)

## Cikkek
- Kritika a Szindbádról
- Interjú Csabai Lászlóval

1. ↑  a születési helyből következtetve